# Bulambo Lembelembe Josué
Bulambo Lembelembe Josué (sinh ngày 11 tháng 2 năm 1960 ở Kihonvu-Mwenga/Nam Kivu, Cộng hòa Dân chủ Congo) là mục sư và nhà hoạt động nhân quyền ở Cộng hòa Dân chủ Congo. Ông là phó chủ tịch của hội đồng giáo hội Église du Christ au Congo, một giáo phái Tin lành ở miền đông vùng Kivu.
Ông cũng là người đồng sáng lập và làm phó chủ tịch quỹ "Héritiers de la Justice" (Người Kế Thừa Công Lý)  từ năm 1991. Quỹ này thu thập và cung cấp thông tin về nhân quyền và giúp đỡ các nạn nhân là Trẻ em trong quân đội và nạn nhân của những vụ Hiếp dâm. Ông cũng làm việc để ngăn chặn việc ân xá cho các kẻ vi phạm nhân quyền ở Cộng hòa Dân chủ Congo.
Josué được trao Giải tưởng niệm Thorolf Rafto năm 2008 cho nỗ lực bảo vệ nhân quyền ở Cộng hòa Dân chủ Congo.